# Trophée mondial de course en montagne 2003
Navigation
2002 2004
Le Trophée mondial de course en montagne 2003 est une compétition de course en montagne qui s'est déroulée le 20 septembre 2003 à Girdwood dans l'État de l'Alaska aux États-Unis. Il s'agit de la dix-neuvième édition de l'épreuve.

## Résultats
Le parcours de la course féminine junior mesure 4,2 km pour 285 m de dénivelé. L'Anglaise Karissa Hawitt s'impose devant la Turque Türkan Bozkurt tandis que la Slovène Mateja Kosovelj complète le podium.
L'épreuve junior masculine a lieu sur un parcours de 7,7 km et 600 m de dénivelé. La course est dominée par les Slovènes Mitja Kosovelj et Peter Lamovec qui décrochent les deux premières marches du podium. Le Turc Sedat Günen décroche la médaille de bronze.
La course senior féminine se déroule sur le même parcours que celui des juniors masculins. Elle se déroule sous un épais blizzard. Dans ces conditions difficiles, la Néo-Zélandaise Melissa Moon et l'Écossaise Angela Mudge effectuent la majorité de la course ensemble. Melissa lance son attaque dans la dernière descente pour prendre l'avantage et remporter son deuxième titre. La coéquipière d'Angela, Tracey Brindley, effectue une excellente fin de course et parvient à doubler ses adversaires pour terminer sur la troisième marche du podium derrière Angela. Grâce à ce tir groupé sur le podium, l'Écosse s'impose au classement par équipes devant la France et l'Autriche,.
Le parcours de l'épreuve senior masculine mesure 11,48 km pour 900 m de dénivelé. Annoncé comme grand favori sur ce parcours en montée et descente, l'Italien Marco De Gasperi ne déçoit pas. Il voit cependant l'Autrichien Florian Heinzle le suivre de près et hausse le rythme pour décrocher son quatrième titre. Florian Heinzle termine à 46 secondes derrière et remporte une nouvelle fois la médaille d'argent mais cette fois en catégorie senior. Le champion d'Europe en titre Marco Gaiardo effectue une solide course pour terminer sur la troisième marche du podium. L'Italie remporte une nouvelle fois le classement par équipes. L'Angleterre et l'Allemagne complètent le podium,.

### Seniors

#### Courses individuelles
| Rang               | Athlète          | Pays           | Temps       |
| ------------------ | ---------------- | -------------- | ----------- |
| Médaille d'or      | Marco De Gasperi | Italie         | 50 min 29 s |
| Médaille d'argent  | Florian Heinzle  | Autriche       | 51 min 16 s |
| Médaille de bronze | Marco Gaiardo    | Italie         | 52 min 10 s |
| 4                  | Andrew Jones     | Angleterre     | 52 min 10 s |
| 5                  | Tim Davies       | Pays de Galles | 52 min 46 s |
| 6                  | Alexis Gex-Fabry | Suisse         | 53 min 3 s  |
| 7                  | Emanuele Manzi   | Italie         | 53 min 5 s  |
| 8                  | Helmut Schiessl  | Allemagne      | 53 min 19 s |

| Rang               | Athlète              | Pays             | Temps       |
| ------------------ | -------------------- | ---------------- | ----------- |
| Médaille d'or      | Melissa Moon         | Nouvelle-Zélande | 39 min 2 s  |
| Médaille d'argent  | Angela Mudge         | Écosse           | 39 min 41 s |
| Médaille de bronze | Tracey Brindley      | Écosse           | 39 min 59 s |
| 4                  | Antonella Confortola | Italie           | 40 min 27 s |
| 5                  | Izabela Zatorska     | Pologne          | 40 min 54 s |
| 6                  | Sylvie Claus         | France           | 40 min 56 s |
| 7                  | Andrea Mayr          | Autriche         | 41 min 2 s  |
| 8                  | Anita Ortiz          | États-Unis       | 42 min 33 s |

#### Courses par équipes
| Rang               | Pays | Points |
| ------------------ | --- | ------ |
| Médaille d'or      | Italie Marco De Gasperi (1er) Marco Gaiardo (3e) Emanuele Manzi (7e) Claudio Cassi (13e) Alessio Rinaldi (17e) Marco Agostini (37e) | 24     |
| Médaille d'argent  | Angleterre Andrew Jones (4e) Simon Bailey (11e) Lloyd Taggart (12e) Simon Booth (21e) Andrew Symonds (45e) Mark Roberts (77e)       | 48     |
| Médaille de bronze | Allemagne Helmut Schiessl (8e) Markus Jenne (14e) Timo Zeiler (18e) Max Frei (27e)                                                  | 67     |

| Rang               | Pays                                                                                        | Points |
| ------------------ | ------------------------------------------------------------------------------------------- | ------ |
| Médaille d'or      | Écosse Angela Mudge (2e) Tracey Brindley (3e) Lyn Wilson (18e)                              | 23     |
| Médaille d'argent  | France Sylvie Claus (6e) Patricia Farget (9e) Isabelle Guillot (14e) Isabelle Grenier (26e) | 29     |
| Médaille de bronze | Autriche Andrea Mayr (7e) Cornelia Heinzle (11e) Sandra Baumann (16e) Patrizia Rausch (28e) | 34     |

### Juniors

#### Courses individuelles
| Rang               | Athlète        | Pays     | Temps       |
| ------------------ | -------------- | -------- | ----------- |
| Médaille d'or      | Mitja Kosovelj | Slovénie | 35 min 41 s |
| Médaille d'argent  | Peter Lamovec  | Slovénie | 36 min 1 s  |
| Médaille de bronze | Sedat Günen    | Turquie  | 36 min 6 s  |

| Rang               | Athlète         | Pays       | Temps       |
| ------------------ | --------------- | ---------- | ----------- |
| Médaille d'or      | Karissa Hawitt  | Angleterre | 17 min 24 s |
| Médaille d'argent  | Türkan Bozkurt  | Turquie    | 17 min 48 s |
| Médaille de bronze | Mateja Kosovelj | Slovénie   | 18 min 0 s  |

#### Courses par équipes
| Rang               | Pays                                                                                     | Points |
| ------------------ | ---------------------------------------------------------------------------------------- | ------ |
| Médaille d'or      | Slovénie Mitja Kosovelj (1er) Peter Lamovec (2e) Uroš Tomec (20e) Andrej Cimperšek (50e) | 23     |
| Médaille d'argent  | Italie Antonio Toninelli (8e) Ruggero Ghezzi (9e) Nicola Spada (10e) Luca Orlandi (17e)  | 27     |
| Médaille de bronze | Turquie Sedat Günen (3e) Adem Pekdoğan (18e) Hamdullah Gul (28e) Erdal Bulut (44e)       | 49     |

| Rang               | Pays                                                                     | Points |
| ------------------ | ------------------------------------------------------------------------ | ------ |
| Médaille d'or      | Slovénie Mateja Kosovelj (3e) Lucija Krkoč (4e) Suza Mladenovic (21e)    | 7      |
| Médaille d'argent  | Angleterre Karissa Hawitt (1re) Rachael Thompson (8e) Katie Ingram (23e) | 9      |
| Médaille de bronze | Allemagne Lisa Reisinger (6e) Juliane Döll (7e)                          | 13     |